# Huihyeon
Ki Hui-hyeon (hangul: 기희현; Namwon, 16 de junio de 1995), más conocida como Huihyeon o anteriormente como Cathy, es una cantante surcoreana, miembro del  grupo surcoreano DIA.

## Carrera

### Predebut
Es una ex aprendiz de Woollim Entertainment y estuvo en entrenamiento junto a las miembros del grupo femenino surcoreano Lovelyz.

### 2015-presente: Debut con DIA yProduce 101
En febrero de 2015, MBK Entertainment anunció sus planes de lanzar un nuevo grupo de chicas a través de un programa de supervivencia en el cual el público podía familiarizarse con los miembros del grupo. En junio, MBK, anunció que había cancelado sus planes sobre el programa, y decidió seleccionar a los miembros internamente. MBK Entertainment reveló a las miembros y el nombre del grupo.
Debutó bajo el nombre artístico de Cathy como la principal rapera de DIA. El grupo debutó oficialmente en el escenario del programa musical de Mnet M! Countdown el 17 de septiembre de 2015. Poco después de debutar con el grupo en diciembre de 2015, MBK Entertainment anunció que había sido retirada temporalmente del grupo, junto con su compañera Jung Chae-yeon, para representar a MBK en el show de supervivencia Produce 101 para tener la oportunidad de debutar en un grupo de chicas de Mnet. Ella audicionó y firmó contrato con el espectáculo antes del debut oficial de DIA. Terminó en el puesto 19. El 11 de mayo, MBK confirmó que se había integrado nuevamente al grupo. Ha estado utilizando su nombre real desde que regresó al grupo. Es la actual líder a partir de las promociones del miniálbum Spell.

## Discografía

### Sencillos
| Título                                                                                         | Año  | Posiciones | Ventas (DL)    | Álbum |
| Título                                                                                         | Año  | KOR        | Ventas (DL)    | Álbum |
| ---------------------------------------------------------------------------------------------- | ---- | ---------- | -------------- | ----- |
| "Flower, Wind and You" (꽃, 바람 그리고 너) (junto a Jeon So-mi, Choi Yoo-jung y Kim Chung-ha) | 2016 | 42         | - KOR: 38,862+ |       |

## Filmografía
| Año  | Título      | Red  | Socio(s) | Nota        |
| ---- | ----------- | ---- | -------- | ----------- |
| 2016 | Produce 101 | Mnet | Chaeyeon | Concursante |